# کوکبا
کوکبا (به عربی: کوکبا) یک منطقهٔ مسکونی در لبنان است که در راشیا واقع شده‌است.